# NGC 73
NGC 73 је спирална галаксија у сазвежђу Кит која се налази на NGC листи објеката дубоког неба.
Деклинација објекта је - 15° 19' 18" а ректасцензија 0h 18m 38,9s. Привидна величина (магнитуда) објекта NGC 73 износи 13,7 а фотографска магнитуда 14,5. NGC 73 је још познат и под ознакама MCG -3-1-26, NPM1G -15.0014, PGC 1211.